# القوة الناعمة (كتاب)
كتاب القوة الناعمة: وسيلة النجاح في السياسة الدولية هو كتاب من تأليف جوزيف ناي الذي كان مساعدا لوزير الدفاع في حكومةبيل كلينتون ورئيس مجلس المخابرات الوطني، قسم المؤلف كتابه إلى خمسة فصول حاول خلالها التفصيل في مفهوم القوة الناعمة التي تعمل جنبا إلى جنب مع القوة الصلبة «العسكرية» لتقوية مصالح أمريكا في كل أرجاء العالم.

## عن الكتاب
بحسب الكاتب فإن القوة الناعمة سلاح مؤثر يحقق الأهداف عن طريق الجاذبية والإقناع بدل الإرغام أو دفع الأموال، وموارد القوة الناعمة لأي بلد هي ثقافته إذا كانت تتمتع بالقدر الأدنى من الجاذبية وقيمه السياسية عندما يطبقها بإخلاص داخليا وخارجيا إضافة إلى السياسة الخارجية.
يؤكد جوزيف ناي أن القوة الناعمة لا يمكن اختزالها في الثقافة فقط، ويضرب مجموعة من الأمثلة على ذلك منها: أن الكوكاكولا وشطائر ماكدونالد الكبيرة لن تجتذب بالضرورة الناس في العالم الإسلامي حتى يحبوا أمريكا، كما أن دكتاتور كوريا الشمالية كيم جونغ ايل يحب البيتزا وأشرطة الفيديو الأمريكية ومع ذلك لم تثنه هذه الأمور عن الاستمرار في طموحه النووي، والأجبان والمشروبات الفرنسية الممتازة لا تضمن الانجذاب إلى فرنسا، ولا تضمن ألعاب البوكيمون لليابان النتائج السياسية التي تتمناها.
يبقى السياق بحسب الكاتب هو أحد المحددات الأساسية للقوة الناعمة، فمن غير المقبول أن لا تستعمل القوة العسكرية لمواجهة الصرب المحبين لشطائر مكدونالدز والمؤيدين في نفس الوقت لسياسة سلوبودان ميلوشيفيتش، ونفس الموقف هو ما يجب أن يتبناه المرء في الأزمة الرواندية حيث قتل 800 ألف شخص من التوتسي على يد الهوتو دون أن يحرك العالم ساكنا.
يؤكد الكاتب أن بعض الدول الصغيرة أصبحت ذات تأثير كبير ومنها قطر التي تعتبر الجزيرة حسب الكاتب مصدر قوتها الناعمة، حيث عرضت القناة خلال الحرب الأمريكية ضد العراق صورا لضحايا مدنيين استفزت مشاعر الناس وأصبح الكثير منهم متعاطفا مع القاعدة التي ارتفعت شعبيتها في بعض الدول مثل أندونيسيا والأردن.
يؤكد الكاتب أن مصدر قوة أمريكا[ ؟ ] ليس هو الجيش فقط وإنما مجموعة من الدواعم لهذه القوة فعلى سبيل المثال تجتذب الولايات المتحدة أكبر نسبة للمهاجرين، والطلبة الدارسون منهم سيحملون الكثير من القيم والمبادئ الأمريكية، ويمكن أن يكونوا سفراء للثقافة الأمريكية ويحتلون في دولهم مراكز القرار، كما تحتل الولايات المتحدة المرتبة الأولى في الفوز بجوائز نوبل في الفيزياء والكيمياء والاقتصاد، ومبيعاتها من المؤلفات الموسيقية تشكل الضعف مقارنة مع اليابان التي تحتل المرتبة الثانية، وتعتبر أمريكا أكبر مصدر للأفلام والبرامج التلفزيونية في العالم، رغم أن بوليوود الهندية تنتج أفلاما أكثر منها في كل عام.
يوضح الكاتب أن حسم الصراعات بالقوة العسكرية وحدها أصبح أمرا من الماضي خاصة وأن الانفتاح وقوة وسائل الاتصال والبرمجيات قد تشكل عائقا كلما حاولت الولايات المتحدة شن حرب جديدة، ويدعو إلى اعتماد إستراتيجية القوة الناعمة لضمان حلفاء ليس من الحكام فقط بل من شعوب المناطق التي تريد أمريكا فرض سيطرتها عليها بشكل ما.